# Salah ad-Din (Gouvernement)
Salah ad-Din (arabisch صلاح الدين, DMG Ṣalāḥ ad-Dīn) ist ein Gouvernement im Norden des Irak. 
Salah ad-Din hat auf einer Fläche von 24.751 km² etwa 1.146.500 Einwohner (Stand: 2003). Die Hauptstadt ist Tikrit, die größte Stadt ist jedoch Samarra. 1958 war das Gouvernement Teil des Gouvernements Bagdad, dann jedoch aufgeteilt und der nördliche Teil nach der Stadt Samarra benannt. Später wurde der Name in Salah ad-Din (Saladin) geändert.
Die Distrikte des Gouvernements sind:
- Ad-Dawr
- Al-Faris
- Asch-Schirqat
- Baidschi
- Balad
- Samarra
- Tikrit
- Tuz

## Städte (Auswahl)
- Ad-Dawr
- Amerli
- Al-Faris
- Asch-Schirqat
- Baidschi
- Balad
- Dudschail
- Samarra
- Tadschi
- Tikrit
- Tuz Churmatu